# Калліопа
Калліо́па (грец. Καλλιόπη, латинізований запис Kalliope — «Прекрасноголоса») — в давньогрецькій міфології найстарша серед дев'яти муз; первісно богиня співів, згодом покровителька епічної поезії й науки, мати Ліна, Орфея, фракійського володаря Реса.

## Міфологія

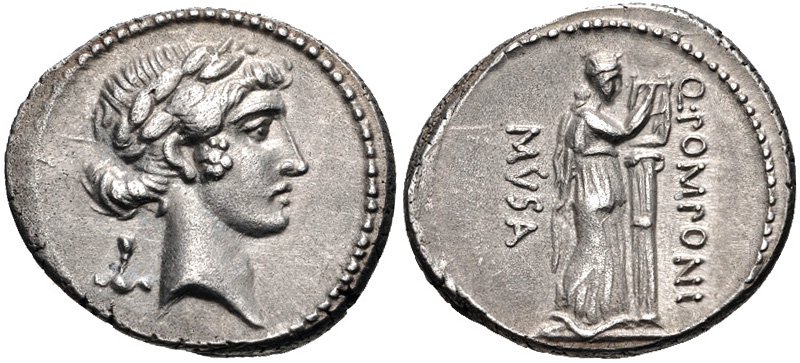
Калліопа на монеті Квінта Помпонія Музи

Калліо́па — старша дочка Зевса і Мнемосіни. За версією, народила від Аполлона Гомера. Іноді згадується як мати корибантів.
За Гесіодом, виділяється з-поміж муз, слідує за царями. Її згадують Алкман, Стесіхор. До неї звертається Вергілій.
Діонісій Мідний в елегіях називав поезію «криком Калліопи».
Особливою пошаною користувалася Калліопа в Локрах Епізефірских.